# Fairfield County (Connecticut)
Fairfield County is een county in de Amerikaanse staat Connecticut.
De county heeft een landoppervlakte van 1.621 km² en telt 882.567 inwoners (volkstelling 2000). De hoofdplaats is Bridgeport.